# Cablex
Die Cablex (Eigenschreibweise: cablex AG) ist ein Schweizer Unternehmen aus Gümligen im Kanton Bern, das sich auf den Bau, den Unterhalt und den Betrieb von Informations- und Kommunikationstechnik und Netzinfrastruktur sowie die Planung und Umsetzung von Smart-Infrastructure-Projekten spezialisiert hat. Das Unternehmen wurde am 1. Oktober 2001 als eigenständige Aktiengesellschaft gegründet. Cablex ist eine hundertprozentige Tochtergesellschaft der Swisscom.

## Geschichte
Cablex entstand 2001 aus der Netzbauabteilung der Swisscom Fixnet AG und ist heute dessen Hauptlieferant. 2004 wurden mit den Bereichen Antennenbau und Innen-Netzbau weitere Standbeine zum Kerngeschäft aufgebaut, 2005 kamen die Bereiche Kabelfernsehen (CATV) und 2006 der Bereich Energie (Nieder- und Mittelspannung) wie auch Transport (Strasse/Schiene) dazu. Ab 2008 setzte das Unternehmen die ersten «Fiber To The Home»-Projekte um. 2014 gründete Cablex mit weiteren Unternehmen den Schweizer Netzinfrastrukturverband für Kommunikation, Energie, Transport und ICT (SNiv). 2019 vervollständigte Cablex das Portfolio mit dem Bereich Verkehrstechnik. Per 1. Januar 2020 überführte Swisscom den Kundenaussendienst und damit 1000 Mitarbeiter in die Cablex. 2024 wurde die cablex Germany GmbH in Stuttgart eröffnet. Nach einer Dekade übergab Daniel Binzegger im März 2024 die Führung ad interim an Francesco Castelletti. Per 1. Januar 2025 übernahm Roger Keller die Geschäftsführung von Cablex.

## Projekte
Projekte waren unter anderem die Bahntechnik und die Gesamtkoordination im Ceneri-Basistunnel 2015 oder im gleichen Jahr die Ersetzung des Fallblattanzeigers durch eine LED-Tafel am Hauptbahnhof Zürich. 2012 wurde im Service-Bereich eine Partnerschaft mit Sunrise eingegangen. 2013 bekam Cablex von der damaligen UPC einen Auftrag zur Netzerneuerung. 2024 wurde bekannt, dass Cablex die Installation von über 400'000 intelligenten Stromzählern bei der BKW Energie vornimmt.

## Geschäftsbereiche
Die Cablex ist in folgende Geschäftsbereiche gegliedert:
- Wireline Rollout: Ausbau des Breitbandnetzes der Swisscom mit Glasfasertechnologie
- Wireless: Planung, Bau und Unterhaltung von Mobilfunknetz-Infrastruktur für Geschäftskunden in der Schweiz
- Wireline Construction: Bau der Swisscom-Netzinfrastruktur
- Infrastructure & Business Solutions: Dienstleistungen für Geschäftskunden in den Bereichen Telekommunikationsnetzbau, Infrastruktur von Schienen, Strassen und Gebäuden, E-Mobilität und Werkleitungsbau
- Field Services: Vor-Ort-Leistungen für Swisscom und weitere Kunden (z. B. Installationen, Schaltungen und Störungsbehebungen für Privatkunden und für die KMU)
- Finance & Supply Chain Management: Dienstleistungsorganisation zur Unterstützung der anderen Bereiche bei der Geschäftsführung
- Digital & Technology: Dienstleistungsorganisation zur Unterstützung der anderen Bereichen bei der IT-Infrastruktur und Applikationslandschaft